# Initiative Schwarze Menschen in Deutschland
Die Initiative Schwarze Menschen in Deutschland Bund e. V. (ISD) ist ein gemeinnütziger Verein mit Sitz in Berlin, der sich als Interessenvertretung Schwarzer Menschen in Deutschland versteht. Zusammen mit ADEFRA e. V. – Schwarze Frauen in Deutschland gehörte der Verein in den 1980er Jahren zu den ersten Organisationen der afrodeutschen Minderheit in Deutschland.

## Gründung
Im Jahr 1985 lud eine Gruppe Schwarzer Frauen um Christiana Ampedu, Helga Emde und Eleonore Wiedenroth-Coulibaly zum ersten Bundestreffen Schwarzer Deutscher nach Wiesbaden ein.
Das Treffen fand am 2. November 1985 statt und es nahmen zwischen 30 und 100 Schwarze Deutsche teil. Je nach Quelle wird die Gründung der ISD (anfangs: „Initiative Schwarze Deutsche“) auf das Treffen 1985 oder auf ein Jahr später 1986 datiert.
Kurz vor dem Treffen in Wiesbaden war bereits das Buch „Farbe bekennen. Afro-deutsche Frauen auf den Spuren ihrer Geschichte“, in dem Schwarze Frauen „generationsübergreifend ihre Geschichte und Gegenwart in der deutschen Gesellschaft dokumentierten“,veröffentlicht worden. Es wurde unter anderem von Katharina Oguntoye und May Ayim herausgegeben beide Mitbegründer der ISD und Mitstreiter der jüngeren Schwarzen Bewegung in Deutschland.
Esther Andradi schreibt in „May Ayim. Radikale Dichterin, sanfte Rebellin“, dass „Farbe bekennen“ zur Gründung des ISD beitrug. Christel Priemers Dokumentation „Deutsche sind weiß, Neger können keine Deutschen sein“ spielte wie auch die Besuche Audre Lordes in Berlin für die Organisation innerhalb der Schwarzen Bewegung eine größere Rolle. Die Initiative entstand nahezu zeitgleich mit der Berliner Bewegung ADEFRA e. V. – Schwarze Frauen in Deutschland.
Nach dem bundesweiten Treffen in Wiesbaden gründeten sich die ersten Ortsgruppen, so eine Gruppe im Rhein-Main-Gebiet (1986), in Köln-Düsseldorf (1987/87) und in anderen westdeutschen Städten. Anfang 1987 hatte die Berliner Ortsgruppe etwa 50 Mitglieder, eine Mitgliederliste von 1988 zählt 96 Mitglieder. Die Gruppen war unabhängig und unterschiedlich organisiert, nahmen aber alle den Namen ISD an. Nach dem Fall der Mauer wurden auch in ostdeutschen Städten Gruppen gegründet.
Der Dachverband ISD Bund e. V. wurde 2001 gegründet und die Ortsgruppen angegliedert.

## Strukturentwicklung bis heute
Bundesweit ging die Arbeit des Vereins immer von regionalen und lokal organisierten Gruppen aus. Bis heute arbeiten diese basisdemokratisch innerhalb des Dachverbands ISD Bund e. V. zusammen.
Über die Jahre gab es immer wieder viel Bewegung in den Ortsgruppen. Neue kamen hinzu, andere beendeten ihre Arbeit oder nahmen sie wieder auf, aber ihr Engagement blieb ähnlich.
Der Verein hat nach eigenen Angaben mehr als 200 aktive Mitglieder. Lokalgruppen bestehen in Berlin, Düsseldorf, Frankfurt (Main), Hamburg, Hanau, Hannover, Köln, Leipzig, der Region Mainz/Wiesbaden/Saarbrücken, München, Stuttgart und Thüringen.
So werden auch in den heute aktiven Ortsgruppen in Baden-Württemberg, Bayern, Berlin, Hamburg, Hessen, Niedersachsen, Nordrhein-Westfalen, Sachsen und Thüringen eine Bandbreite an Projekten organisiert. Dazu zählen Kooperationsveranstaltungen mit anderen ortsansässigen Initiativen und Vereinen, Arbeit in Jugendgruppen, politische Bildungsarbeit, Empowerment Trainings und Vernetzungstreffen für Schwarze Menschen innerhalb des Vereins.
Alljährlich bündeln sich viele Veranstaltungen im Februar anlässlich des Black History Month (BHM) nach US-amerikanischem Vorbild, in dem das Wirken Schwarzer Menschen hierzulande sichtbar gemacht und öffentlich gefeiert wird. Auf der Bundesebene koordiniert ISD-Bund überregionale Veranstaltungen, Kampagnen und betreibt Öffentlichkeitsarbeit.
Darüber hinaus hat sich mit dem Entstehen der ISD vor über 35 Jahren ein weiterer Höhepunkt im Jahr etabliert: das traditionelle Bundestreffen, bei dem viele hunderte Schwarze Menschen aller Generationen zusammenkommen, diskutieren, Freizeit gestalten, Pläne schmieden und – sich feiern. Hier zeigt sich eindeutig, dass ISD vor allem Empowerment für Schwarze Menschen bedeutet.

## Aktivitäten
Seit ihrem Bestehen stärkt die Initiative die Meinungsbildung unter Schwarzen Menschen in Deutschland und tritt mit Kampagnen, Aktionen und Presseerklärungen immer wieder an die Öffentlichkeit, um inhaltliche Kritik an gesellschaftlichen Missständen und (Anti-Schwarzem) Rassismus zu artikulieren, eingebettet in ein Verständnis von Intersektionalität, das Mehrfachdiskriminierungen wie Geschlecht, Klasse, Behinderung, sexuelle Orientierung oder religiöse Zugehörigkeit im Blick hat, die auch in der Community eine Rolle spielen. Immer wieder stellte der Verein auch rassistische Kulturproduktionen (Blackfacing) oder die deutsche Sprache auf den Prüfstein, prangert den Gebrauch diskriminierender Begriffe im Alltag oder in (Kinder)Büchern an. Die ISD erarbeitete und vermittelt diskriminierungsfreie Alternativen und Selbstbezeichnungen wie Schwarz & Afrodeutsch und positioniert sich seit Jahren in der Debatte um den „Rasse“-Begriff, weil im Deutschen ein Wort für das englische „race“ fehlt. Dieses Thema wurde 2020 von Politik und Medien mit der Debatte um eine entsprechende Änderung im Grundgesetz (Art 3 GG) in den Fokus gerückt.
Seit den 90er Jahren organisierten verschiedene Ortsgruppen, angeregt durch die Berliner Gruppe, Feiern und Veranstaltungen zum Black History Month.
Ferner kuratierte der Verein die Wanderausstellung „Homestory Deutschland“, die ab 2006 in verschiedenen afrikanischen Ländern gezeigt wurde, darunter im Senegal, Malawi, Südafrika und Uganda, und anschließend in deutschen Städten. Sie wurde von der Bundeszentrale für politische Bildung im Rahmen des Projekts Africom gefördert und 2018 im Wettbewerb „Aktiv für Demokratie und Toleranz“ ausgezeichnet.
2011 initiierte die ISD die laufende Kampagne „Stop Racial Profiling“, die zum Ziel hat, über diskriminierende und rassistisch motivierte Polizeipraxen aufzuklären und den Gleichheitsanspruch aus Art 3, Satz (3) GG einfordert. Ende 2012 reichte die ISD in diesem Rahmen beim Petitionsausschuss des Deutschen Bundestages gegen die Praxis rassistischer Personenkontrollen (Racial Profiling), zu denen die Bundespolizei berechtigt ist, eine Petition ein, die von mehr als 13.000 Menschen gezeichnet wurde.
Anlässlich des 30-jährigen Bestehens der ISD veröffentlichte ein Team von sechs Herausgeberinnen im Jahr 2015 beim Orlanda Verlag den Sammelband „Spiegelblicke – Perspektiven Schwarzer Bewegung in Deutschland“. Hierin verdichten über 50 Autoren, Künstler und Aktivisten über Generationen hinweg und mit den verschiedensten Erfahrungshintergründen ihre große Bandbreite an Themen und Ausdrucksweisen zu einer Zusammenschau und Momentaufnahme Schwarzer Bewegung(en) im Deutschland bis zum Jahr 2015. Eine Geschichte, die sich im Heute weitererzählt und sich stetig verändert, denn die Emanzipationsbewegung(en) Schwarzer Menschen schreiben sich fort und ein in gesamtgesellschaftliche Zusammenhänge – auch in Deutschland.
Die ISD ist verankert im Kampf gegen (post)koloniale Kontinuitäten und unterstützt die UN-Dekade für Menschen afrikanischer Herkunft (2015–2024). Sie war mit involviert und/oder Initiatorin von lokalen und regionalen Townhall Meetings und selbstorganisierten Konferenzen in Berlin, Frankfurt und Köln. Aktuell wünscht sie sich mehr Einsatz seitens der Bundesregierung, die auf der UN-Ebene diese Dekade zwar mit auf den Weg gebracht hat, bisher aber auffallend zurückhaltend in der nationalen Umsetzung geblieben ist.
ISD Hannover initiierte 2020 das Projekt „Power-Koffer“, um für Eltern, Erzieher und Kinder ein Angebot an Kinderbüchern und Spielmaterialien zu schaffen, „die eine vielfältige und rassismussensible Ausrichtung haben“. Nach Ansicht des Vereins beginnt vorurteilsbewusste Erziehung bereits im Kindergartenalter.
Die ISD kritisierte den rassistischen Angriff gegen den Fußballspieler Aaron Opoku während des Drittliga-Spiels zwischen dem MSV Duisburg und dem VfL Osnabrück im Jahr 2021 und rief zum Kampf gegen Alltagsrassismus auf: „Der Vorfall macht auf drastische Art und Weise deutlich, wie sehr Rassismus noch immer fester Bestandteil unserer Gesellschaft ist und wie sehr er den Alltag von schwarzen Menschen bestimmt.“
In Zusammenarbeit mit dem Künstlerkollektiv Peng! entwickelte der Verein eine interaktive Karte (tearthisdown.com), die auf unterschwelligen Kolonialismus in Straßennamen und Denkmälern aufmerksam macht, zum Beispiel solche, die nach ehemaligen Kolonien benannt sind. In Berlin bewirkte die Initiative die Umbenennung mittlerweile mehrerer Straßen wie. z. B. nach Audre Lorde.
Mit Beispielen dieser Art versteht sich die ISD immer wieder auch als Initiatorin, Brückenbauerin und Bewegungskatalysator innerhalb der Schwarzen Bewegung.

## Ziele und Wirken
Die ISD repräsentiert die Interessen Schwarzer Menschen und unterstützt und fördert Netzwerke mit wissenschaftlicher Forschung über Schwarze Belange und rassismuskritische Bildungsarbeit. Sie bietet Anlaufstellen im Bereich Schule und professionelle Beratung zu Anti-Schwarzem Rassismus im Bereich Pädagogik/Schule an. Mit dem Kompetenznetzwerk, das von dem Verein Each One Teach One koordiniert wird, ist die ISD zusammen mit anderen Initiativen wie dem Zentralrat der afrikanischen Gemeinde in Deutschland e. V. vertreten. Seit der Gründung 1986 wurden zahlreiche Empowerment-Veranstaltungen durchgeführt, Menschenrechtskampagnen organisiert sowie ein umfangreiches Netzwerk aus Partnerorganisationen aufgebaut.
Der Verein hat es sich zur Aufgabe gemacht, „rassistische Diskriminierung, Benachteiligung und Ausbeutung aufzuzeigen und zu bekämpfen, Schwarzen Kindern und Jugendlichen Aktivitäten und Räume anzubieten, politische Projekte für Schwarze zu fördern und für eine antirassistische Haltung in allen gesellschaftlichen Bereichen“ einzutreten.
Die Initiative setzt sich für die Vernetzung Schwarzer Menschen und ihrer Organisationen ein und fördert diese. Mit ihrer Arbeit möchte die ISD laut eigener Aussage „ein Verständnis von Intersektionalität, das Mehrfachdiskriminierungen wie Geschlecht, Klasse, Behinderung, sexuelle Orientierung oder religiöse Zugehörigkeit im Blick hat“, vermitteln.
Aus Kontexten der ISD heraus haben sich über die Jahre hinweg neue Strukturen, Vereine, Ideen und Projekte gespeist, sind unabhängig geworden oder im Bündnis gewachsen. Die ISD versteht sich deshalb als eine Art Plattform, als Einstiegsort und Ort der Ruhe für die Einen, für Andere ist sie ein Ort der Repräsentation und des Formulierens Schwarzer Positionen und dies in Vernetzung mit anderen Aktiven.
Gesellschaftskritik und Kultur gehen für die ISD oft eine Fusion ein, so dass immer wieder auch verschiedenste Kunstformen wie Theater, Musik, Skulptur, Malerei, Dicht- und Wortkunst dem Ausdruck unserer Realitäten dienen. Stärkung der eigenen Positionierungen, Erlebnisse, Erfahrungswelten geschieht auch, indem Schwarze Menschen selbst die Narrative setzen und ihren Geschichten Raum geben, in Begegnungen, Veranstaltungen und in Veröffentlichungen.
So wird die ISD auch in Zukunft in dieser dynamischer werdenden gesellschaftskritischen und de-kolonialen Bewegung, die wir gerade beobachten können, ihre Rolle spielen. Ihr Wunsch ist es, auch weiterhin Engagement, Kraft und Stärke Schwarzer Menschen zu bündeln und auszustrahlen.

## Mediale Rezeption
Die Wanderausstellung „Homestory Deutschland“, kuratiert von der ISD, die 2012 in Köln zu sehen war, wurde in der Deutschen Welle besprochen. Sie wolle vor allem deutlich machen, dass Schwarze Menschen nicht nur in Deutschland leben, sondern dass sie auch Deutsche sind. Im Zentrum der Ausstellung stellte die „Wall of Fame“ Lebensgeschichten von 27 Schwarzen dar, die in den vergangenen 300 Jahren in Deutschland gelebt haben. Die taz berichtete 2020 über die Ausstellung in Hamburg, die im Rahmen des „Black History Month“ zusammen mit der Fotoreihe „Schwarzes Hamburg“ und dem Video „Millis Erwachen“ über schwarze Künstlerinnen in Deutschland im Altonaer Museum gezeigt wurde.
Unter dem Motto „Weil Sichtbarkeit das Wichtigste ist“ stellte die deutsche Vogue 2019 die ISD als eine der wichtigsten Anlaufstellen vor, die People of Color in Deutschland unterstützen. Der Verein stehe „für Gerechtigkeit in der Migrationsgesellschaft ein“.

## Finanzierung
Über das Förderprogramm Demokratie leben der Bundesregierung erhielt der Verein 2021 188.959,37 Euro, 2022 350.012,21 Euro, 2023 561.598,74 Euro und 2024 117.273,18 Euro vom Staat.

## Bekannte Mitglieder
- May Ayim, Lyrikerin (Gründungsmitglied)
- Austen Peter Brandt, evangelischer Pfarrer (Mitarbeiter)
- Tahir Della, Referent für Anti-Rassismus und Dekolonisierung (Mitglied im Bundesvorstand)[25]
- Hadija Haruna-Oelker, Autorin und Journalistin (ehemals Mitglied im Bundesvorstand)
- John A. Kantara, Regisseur und Hochschullehrer (Mitbegründer)
- Theodor Wonja Michael, Schauspieler, Journalist, Beamter des Bundesnachrichtendienstes und Zeitzeuge des Nationalsozialismus
- Sharon Dodua Otoo, Autorin (ehemaliges Mitglied im Bundesvorstand)
- Katharina Oguntoye, Autorin (Gründungsmitglied)
- Victoria B. Robinson, Journalistin
- Simone Dede Ayivi, Autorin und Theaterregisseurin
- Tupoka Ogette, Autorin und Antirassismustrainerin
- Awet Tesfaiesus, Rechtsanwältin und Mitglied des Bundestages für Bündnis 90/Die Grünen

## Publikationen
- Homestory Deutschland. Schwarze Biografien in Geschichte und Gegenwart (Ausstellungskatalog). Hrsg. von der Initiative Schwarze Menschen in Deutschland und Bundeszentrale für Politische Bildung, 2006.
- Nicola Lauré Al-Samarai, Nadine Golly, Sarah Bergh: Homestory Deutschland. Schwarze Biografien in Geschichte und Gegenwart: der Jugendreader. Hrsg. von der Initiative Schwarze Menschen in Deutschland und Stiftung „Erinnerung, Verantwortung und Zukunft“, 2012.
- Denise Bergold-Caldwell, Laura Digoh, Hadija Haruna-Oelker, Christelle Nkwendja-Ngnoubamdjum, Camilla Ridha, Eleonore Wiedenroth-Coulibaly: Spiegelblicke – Perspektiven Schwarzer Bewegung in Deutschland. Orlanda Frauenverlag 2016, ISBN 978-3-944666-23-5.
- Ika Hügel-Marshall, Nivedita Prasad und Dagmar Schultz: May Ayim. Radikale Dichterin, sanfte Rebellin. Unrast Verlag, Münster 2021, ISBN 978-3-89771-094-8. (Anthologie mit Texten verschiedener Autorinnen und mit unveröffentlichten Gedichten und Texten von May Ayim)